# Šempeter pri Gorici
Šempeter pri Gorici (italsky San Pietro di Gorizia, německy Sankt Peter bei Görz) je město a správní středisko občiny Šempeter-Vrtojba ve Slovinsku v Gorickém regionu. Nachází se těsně u italských hranic, asi 84 km jihozápadně od Lublaně. Sousedními městy jsou Ajdovščina, Nova Gorica a italská Gorizia.
V roce 2020 zde trvale žilo 3 694 obyvatel.

## Historie a památky

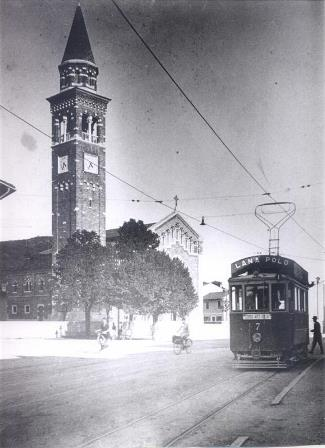
Bazilika sv. Petra s věží a elektrická tramvaj, snímek z let 1909–1917

Lokalita byla christianizována v raném středověku, první obec byla součástí knížectví Gorizia a svou církevní správou patřila pod Aquilejský patriarchát. Stojí zde románská bazilika sv. Petra s kampanilou, pobořená za první světové války roku 1917 a po ní znovu dostavěná. Celé město se dostalo do frontové linie při bitvách na Soči (u Isonza) a byl těžce poškozeno.
Šempeter byl prvním městem regionu a mezi prvními v zemi, kde byla roku 1909 zavedena elektrická tramvaj.
Hlavní období hospodářského rozkvětu a počtu obyvatel město zažívalo do 60. let 20. století, kdy zde byly kromě průmyslu zastoupeny i kulturní a vzdělávací instituce.

## Doprava
Městem procházejí silnice 103 a 614, blízko též prochází rychlostní silnice H4. Železniční stanice je spojuje se sousedními městy Ajdovščinou, Novou Goricou a Lublaní.

## Osobnosti
- Valter Birsa (* 1986), fotbalista
- Robert Golob (* 1967), politik
- Tim Matavž (* 1989), fotbalista
- Borut Pahor (* 1963), slovinský prezident, vystudoval zde gymnázium